# Sigue la magia
Sigue la magia es el cuarto álbum infantil de Tatiana. 

## Información del álbum
Con más popularidad ganada gracias a sus anteriores álbumes, ahora Tatiana interpreta canciones infantiles tradicionales de países anglosajones, tales como «Oh, Susana» («Oh, Susan»), «Los diez inditos» («Ten Little Indian Boys») y «La granja del tío Juan» («Old Mac Donald Had a Farm»).

## Sencillos
El álbum tuvo dos sencillos, los cuales fueron «Oh, Susana», que incluyó un videoclip ambientado en el antiguo oeste y fue lanzado en mayo de 1997 y luego presentado en su programa, y «El osito carpintero», cuya promoción fue por radio, lanzado a mediados de septiembre de 1997.

## Lista de canciones
| #   | Título                     | Duración | Compositor      |
| --- | -------------------------- | -------- | --------------- |
| 1.  | Oh, Susana                 | 2:47     | Dominio público |
| 2.  | No te quedes con las ganas | 3:19     | Dominio público |
| 3.  | La locomotora              | 4:13     | Duende Bubulin  |
| 4.  | El patito enamorado        | 3:03     | Dominio público |
| 5.  | Los diez inditos           | 2:31     | Dominio público |
| 6.  | El osito carpintero        | 3:43     | Esperón Bermejo |
| 7.  | La feria                   | 2:05     | Dominio público |
| 8.  | El payaso triste           | 3:50     | Cecilia Chapa   |
| 9.  | La granja del tío Juan     | 2:36     | Dominio público |
| 10. | Canto a la luz             | 3:10     | Alberto Lozano  |

## Curiosidades
En los Estados Unidos el álbum salió a la venta el 18 de junio de 2001, es decir, cuatro años después del lanzamiento original.